# Kees Hopmans
Kees Hopmans (Hoogerheide, 31 oktober 1964) is een Nederlands voormalig wielrenner die actief was van 1989 tot en met 2000. Zijn bijnaam was De Champignon, omdat hij een champignonkweker was.

## Overwinningen
1988
- 4e etappe Ronde van de Kempen

2000
- Dwars door Gendringen

## Resultaten in voornaamste wedstrijden
| Jaar | Gent-Wevelgem | Ronde van Vlaanderen |
| ---- | ------------- | -------------------- |
| 1997 | 145e          |                      |
| 1998 | opgave        |                      |
| 1999 |               | opgave               |